# Copa Carlos Huerta
La Copa Carlos Huerta es una competición de waterpolo masculino entre clubes peruanos que se disputa cada año desde 1997. Es la segunda competición más importante entre clubes que se disputa en el Perú, tras el Campeonato Nacional de waterpolo masculino. La Copa Carlos Huerta ha sido conquistada en todas sus ediciones por clubes de la ciudad de Lima. 
La competición se crea en el año 1997, como un homenaje al capitán de las selecciones peruanas de waterpolo, Carlos Huerta Menacho (1960 - 1997), fallecido prematuramente en un accidente de tránsito. Con el tiempo, la Copa Carlos Huerta se ha convertido en la segunda competición en importancia del calendario de waterpolo peruano. La Copa se juega tradicionalmente en el mes de abril, antes de inicio del Campeonato Nacional de waterpolo masculino. 
El Club Deportivo Campo de Marte es, con 6 títulos, el equipo que más veces ha conseguido la Copa, seguido muy de cerca por su clásico rival el Club de Club de Regatas Lima con 5 títulos.

## Historial
Cuadro histórico con los campeones y vicecampeones de la Copa Carlos Huerta:
| Año  | Primero                       | Segundo                       |
| ---- | ----------------------------- | ----------------------------- |
| 2014 | Vista Waterpolo               | Club de Regatas Lima          |
| 2013 | Club de Regatas Lima          | Club Deportivo Campo de Marte |
| 2012 | No se disputó                 |                               |
| 2011 | No se disputó                 |                               |
| 2010 | No se disputó                 |                               |
| 2009 | Club de Regatas Lima          | Club Deportivo Campo de Marte |
| 2008 | Club Deportivo Campo de Marte | Club de Regatas Lima          |
| 2007 | Club de Regatas Lima          | Club Deportivo Campo de Marte |
| 2006 | Club Deportivo Campo de Marte | Club de Regatas Lima          |
| 2005 | Club de Regatas Lima          | Club Deportivo Campo de Marte |
| 2004 | Club Deportivo Campo de Marte | Club de Regatas Lima          |
| 2003 | Club de Regatas Lima          | Club Deportivo Campo de Marte |
| 2002 | Club Deportivo Campo de Marte | Club de Regatas Lima          |
| 2001 | Club Deportivo Campo de Marte | Club de Regatas Lima          |
| 2000 | Club Deportivo Campo de Marte | Club de Regatas Lima          |
| 1999 | Los Inkas                     | Club Deportivo Campo de Marte |
| 1998 | Los Inkas                     | Club Deportivo Campo de Marte |
| 1997 | Los Inkas                     | Club Deportivo Campo de Marte |

## Palmarés
| Club                          | Títulos | Subcampeón |
| ----------------------------- | ------- | ---------- |
| Club Deportivo Campo de Marte | 6       | 8          |
| Club de Regatas Lima          | 5       | 7          |
| Los Inkas                     | 3       | 0          |
| Vista Waterpolo               | 1       | 0          |

## Equipos de la temporada 2014
| Club                           | Ciudad      | Región   |
| ------------------------------ | ----------- | -------- |
| Club Deportivo Campo de Marte  | Jesús María | Lima     |
| Club de Regatas Lima           | Chorrillos  | Lima     |
| Club Deportivo Vista Waterpolo | Jesús María | Lima     |
| Faraday Waterpolo              | Arequipa    | Arequipa |
| Draga Waterpolo                | Arequipa    | Arequipa |